# Lutz Schulenburg
Lutz Schulenburg (* 21. April 1953 in Hamburg-Bergedorf; † 1. Mai 2013 in Plau am See) war ein deutscher anarchistischer Verleger und Mitbegründer der Edition Nautilus.

## Leben
Schulenburg wuchs als Kind einer Arbeiterfamilie mit zwei Geschwistern auf. Mitte 1968 schloss er sich der sozialistischen Schülergruppe Aktionsgemeinschaft Unabhängiger Sozialistischer Schüler (AUSS) in Bergedorf an und war dort in der APO tätig. 1969 war Kuba sein Ziel; er kam jedoch nur bis München und hielt sich zeitweilig mit Hilfstätigkeiten über Wasser. Nach der behördlichen Rückführung nach Hamburg begann er eine Lehre als Dekorateur und engagierte sich gewerkschaftlich. Wegen „anarchistischer Umtriebe“ wurde er aus der Gewerkschaft ausgeschlossen.
Er verweigerte den Kriegsdienst, leistete den Zivildienst im Sozialamt in Bergedorf ab, aus dem er vorzeitig wegen „Leistungs-Sabotage“ entlassen wurde. 1971/1972 arbeitete er bei der Post.
1971 gründete er mit Pierre Gallissaires die Zeitschrift MaD. 1972 schloss sich Hanna Mittelstädt an. Zum Verlagswesen kam Schulenburg im Hamburger Spartakus-Buchvertrieb, aus dem 1974 die Edition Nautilus hervorging. Danach war Schulenburg mit einiger Wirkung als Buchverleger und Herausgeber von Zeitschriften (unter anderem Die Aktion, MaD) bis zu seinem frühen Tod im Alter von 60 Jahren tätig. Seinen kommerziell größten verlegerischen Erfolg erzielte Schulenburg mit dem Kriminalroman Tannöd von Andrea Maria Schenkel, aber die Literatur der Avantgarde, des Anarchismus und des Radikalismus wurde in der Backlist gehalten. Darüber hinaus wurde immer wieder Neues entdeckt.
Postum wurde Schulenburg als „radikaler Optimist“, „einer der letzten Selbstdenker“, „progressiver Unbeugsamer“ und „subversive Größe“ geehrt.
Schulenberg starb während eines Rehabilitationsaufenthaltes in Plau am See an den Folgen einer Hirnblutung, die er rund sechs Wochen vor seinem Tod während der Leipziger Buchmesse erlitten hatte. Er wurde am 17. Mai auf einem Friedhof in Hamburg-Diebsteich beerdigt. Es waren rund 200 Personen anwesend.